# Landkreis Hersfeld
Der Landkreis Hersfeld mit Kreissitz in Bad Hersfeld war ein Landkreis, der im Kurfürstentum Hessen, in Preußen und Hessen von 1821 bis 1972 mit einer Unterbrechung von 1848 bis 1850 bestand. Der größte Teil seines ehemaligen Gebiets gehört heute zum Landkreis Hersfeld-Rotenburg.

## Geographie
Der Landkreis grenzte Anfang 1972, im Nordosten beginnend im Uhrzeigersinn, an die Kreise Eisenach und Bad Salzungen in den Bezirken Erfurt und Suhl der DDR sowie an die hessischen Landkreise Hünfeld, Lauterbach, Ziegenhain, Fritzlar-Homberg und Rotenburg.

## Geschichte

### Kurhessen
Der Kreis Hersfeld wurde im Rahmen der kurhessischen Verwaltungsreform von 1821 nach preußischem Vorbild gebildet. Er wurde aus dem bisherigen Fürstentum Hersfeld gebildet und um die Ämter Friedewald und Landeck erweitert. Der Kreis gehörte zur kurhessischen Provinz Fulda. Organisatorisch war der Kreis eine reine Verwaltungsbehörde, bestehend aus dem vom Kurfürsten ernannten Kreisrat (ab 1934 Landrat) und wenigen Beamten.
Am 1. Januar 1837 wechselten die Gemeinden Meckbach und Mecklar aus dem Kreis Rotenburg in den Kreis Hersfeld.

### 1848
Im Rahmen der Märzrevolution wurde der Kreis aufgelöst und mit den Kreisen Rotenburg und Melsungen zu einem gemeinsamen Bezirk mit Bezirkshauptstadt Hersfeld zusammengefasst. Nach dem Ende der Revolution wurden aber bereits 1850 die vorherigen Kreise wieder eingerichtet.

### Preußen
Mit der Annexion durch Preußen 1866 wurde der Kreis zu einem preußischen Kreis. Während die bisherigen Landräte ihre Ämter behielten, wurde organisatorisch die preußische Kreisverfassung eingeführt. 1867 wurde eine „Kreisversammlung“ aus Städten, Landgemeinden und großen Grundbesitzern gebildet. Am 1. April 1881 wechselten die Gemeinden Oberstoppel und Unterstoppel sowie der Gutsbezirk Oberförsterei Burghaun aus dem Kreis Hersfeld in den Kreis Hünfeld. 1885 wurde die Kreisversammlung durch die „Kreisordnung für die altpreußischen Provinzen“ in Kreistag und Kreisausschuss umgewandelt.

### Weimarer Republik
Mit der Reichsverfassung von 1919 (Weimarer Verfassung) wurde die freie und gleiche Wahl der Kreistage eingeführt. Wahlsieger in den 1920er Jahren war immer die SPD, die bei allen Wahlen um die 50 % der Stimmen erhielt. Der Landrat wurde nicht vom Kreistag gewählt, sondern von der Staatsregierung ernannt. Da auch in Preußen eine sozialdemokratische Mehrheit bestand, standen aber die Landräte der SPD nahe.

### Nationalsozialismus
1932 löste die NSDAP die SPD als stärkste Kraft im Kreistag ab und erzielte über 50 % der Stimmen. Der NSDAP-Kreisleiter Bienert wurde Landrat und stellte die Gleichschaltung der Kreisbehörden sicher.

### Bundesrepublik Deutschland
Vor den ersten Gemeindefusionen im Jahr 1962 umfasste der Landkreis Hersfeld 82 Gemeinden, von denen mit Bad Hersfeld eine das Stadtrecht besaß. Ab 1968 wurde der Landkreis Hersfeld mehrfach vergrößert:
- Am 1. September 1968 wurde die Gemeinde Glaam des Landkreises Hünfeld in die Gemeinde Ransbach eingegliedert.
- Am 1. Februar 1971 wurde die Gemeinde Mansbach des Landkreises Hünfeld mit der Gemeinde Ransbach zur neuen Gemeinde Hohenroda im Landkreis Hersfeld zusammengeschlossen.
- Am 31. Dezember 1971 wurden die Gemeinden Mühlbach, Raboldshausen, Saasen und Salzberg des Landkreises Fritzlar-Homberg mit den Gemeinden Aua, Gittersdorf und Untergeis zur neuen Gemeinde Neuenstein im Landkreis Hersfeld zusammengeschlossen.

Durch eine Reihe von weiteren Gemeindefusionen, bei denen auch die neuen Gemeinden Hauneck und Ludwigsau entstanden, verringerte sich die Zahl der Gemeinden des Landkreises bis Juli 1972 auf 35.
Im Rahmen der hessischen Kreisreform wurde der Landkreis Hersfeld am 1. August 1972 aufgelöst und vollständig in den neuen Landkreis Hersfeld-Rotenburg eingegliedert. Gleichzeitig mit der Auflösung des Landkreises fanden zum 1. August 1972 noch zahlreiche weitere Eingemeindungen statt. Aus dem Altkreis Hersfeld traten damit letztendlich mit Bad Hersfeld, Friedewald, Hauneck, Heringen (Werra), Hohenroda, Kirchheim, Ludwigsau, Neuenstein, Niederaula, Philippsthal (Werra) und Schenklengsfeld insgesamt elf Gemeinden in den neuen Landkreis Hersfeld-Rotenburg ein.

## Einwohnerentwicklung
| Jahr | Einwohner | Quelle |
| ---- | --------- | ------ |
| 1871 | 33.084    | [ 4 ]  |
| 1890 | 31.300    | [ 5 ]  |
| 1900 | 32.555    | [ 5 ]  |
| 1910 | 37.287    | [ 5 ]  |
| 1925 | 42.081    | [ 5 ]  |
| 1939 | 48.504    | [ 5 ]  |
| 1950 | 71.505    | [ 5 ]  |
| 1960 | 70.700    | [ 5 ]  |
| 1970 | 73.300    | [ 6 ]  |
| 1971 | 76.500    | [ 7 ]  |

## Landräte
Der Kreis Hersfeld hatte folgende Landräte:
- Karl Hartert (1821–1843)[9]
- Georg Hermann Pfaff (1843–1845)[9]
- Jakob Wilhelm A. von Specht (1845–1848)[9]
- Georg von Roth (1848–1850)[9]
- Franz Carl Müller (1850)[9]
- Wilhelm Uloth (1851–1853)
- Florus Auffarth (1853–1876)
- Eduard von Broich (1877–1884)
- Werner von Schleinitz (1884–1905)
- Alexander von Grunelius (1906–1921)[9]
- Ernst von Harnack (1921–1925)
- Erich Kirschbaum (1925–1929)
- Emil von Wedel (1929–1933)
- Richard Bienert (1933–1945)
- Wilhelm Gerhardt (1945)[9]
- Martin Euler (1945–1946)[9]
- Heinrich Sauerwein (1946–1948)
- Ernst Vollert (1948)[9]
- Walter Braun (1948–1949) (1. Kreisdeputierter)[9]
- Frank Hoernigk (1949–1955)[9]
- Edwin Zerbe (1957–1970)
- Otto Ulrich Bährens (1970–1972)[9]

## Gemeinden
Die folgende Tabelle enthält alle Gemeinden, die dem Landkreis Hersfeld während seines Bestehens angehörten sowie die Daten aller Eingemeindungen:
| Gemeinde             | eingemeindet nach    | Datum der Eingemeindung | Anmerkung                      |
| -------------------- | -------------------- | ----------------------- | ------------------------------ |
| Allendorf            | Kirchheim            | 1. Februar 1971         |                                |
| Allmershausen        | Bad Hersfeld         | 31. Dezember 1971       |                                |
| Asbach               | Bad Hersfeld         | 31. Dezember 1971       |                                |
| Aua                  | Neuenstein           | 31. Dezember 1971       |                                |
| Ausbach              | Hohenroda            | 1. Februar 1972         |                                |
| Bad Hersfeld         |                      |                         |                                |
| Beiershausen         | Bad Hersfeld         | 31. Dezember 1971       |                                |
| Bengendorf           | Heringen (Werra)     | 31. Dezember 1971       |                                |
| Biedebach            | Ludwigsau            | 31. Dezember 1971       |                                |
| Dinkelrode           | Schenklengsfeld      | 31. Dezember 1971       |                                |
| Eitra                | Hauneck              | 1. August 1972          |                                |
| Friedewald           |                      |                         |                                |
| Friedlos             | Ludwigsau            | 31. Dezember 1971       |                                |
| Frielingen           | Kirchheim            | 1. Februar 1971         |                                |
| Gersdorf             | Kirchheim            | 1. August 1972          |                                |
| Gershausen           | Kirchheim            | 1. Februar 1971         |                                |
| Gethsemane           | Philippsthal (Werra) | 1. August 1972          |                                |
| Gittersdorf          | Neuenstein           | 31. Dezember 1971       |                                |
| Goßmannsrode         | Kirchheim            | 1. Februar 1971         |                                |
| Harnrode             | Philippsthal (Werra) | 1. August 1972          |                                |
| Hattenbach           | Niederaula           | 31. Dezember 1971       |                                |
| Hauneck              |                      |                         | am 31. Dezember 1971 gegründet |
| Heddersdorf          | Kirchheim            | 1. August 1972          |                                |
| Heenes               | Bad Hersfeld         | 31. Dezember 1971       |                                |
| Heimboldshausen      | Philippsthal (Werra) | 1. August 1972          |                                |
| Herfa                | Heringen (Werra)     | 1. August 1972          |                                |
| Heringen (Werra)     |                      |                         |                                |
| Hillartshausen       | Friedewald           | 31. Dezember 1971       |                                |
| Hilmes               | Schenklengsfeld      | 1. August 1972          |                                |
| Hilperhausen         | Kerspenhausen        | 1. Dezember 1970        |                                |
| Hohenroda            |                      |                         | am 1. Februar 1971 gegründet   |
| Holzheim             | Haunetal             | 1. August 1972          |                                |
| Kalkobes             | Bad Hersfeld         | 1. Juli 1918            |                                |
| Kathus               | Bad Hersfeld         | 31. Dezember 1971       |                                |
| Kemmerode            | Kirchheim            | 1. Februar 1971         |                                |
| Kerspenhausen        | Niederaula           | 1. August 1972          |                                |
| Kirchheim            |                      |                         |                                |
| Kleba                | Niederaula           | 31. Dezember 1971       |                                |
| Kleinensee           | Heringen (Werra)     | 1. August 1972          |                                |
| Kohlhausen           | Bad Hersfeld         | 31. Dezember 1971       |                                |
| Konrode              | Schenklengsfeld      | 1. Februar 1971         |                                |
| Kruspis              | Haunetal             | 1. August 1972          |                                |
| Lampertsfeld         | Schenklengsfeld      | 1. April 1962           |                                |
| Landershausen        | Schenklengsfeld      | 31. Dezember 1971       |                                |
| Lautenhausen         | Friedewald           | 31. Dezember 1971       |                                |
| Leimbach             | Heringen (Werra)     | 31. Dezember 1971       |                                |
| Lengers              | Heringen (Werra)     | 31. Dezember 1970       |                                |
| Ludwigsau            |                      |                         | am 31. Dezember 1971 gegründet |
| Malkomes             | Schenklengsfeld      | 31. Dezember 1971       |                                |
| Meckbach             | Ludwigsau            | 1. August 1972          |                                |
| Mecklar              | Ludwigsau            | 31. Dezember 1971       |                                |
| Mengshausen          | Niederaula           | 31. Dezember 1970       |                                |
| Motzfeld             | Friedewald           | 1. August 1972          |                                |
| Neuenstein           |                      |                         | am 31. Dezember 1971 gegründet |
| Niederaula           |                      |                         |                                |
| Niederjossa          | Niederaula           | 31. Dezember 1971       |                                |
| Obergeis             | Neuenstein           | 1. August 1972          |                                |
| Oberhaun             | Hauneck              | 31. Dezember 1971       |                                |
| Oberlengsfeld        | Schenklengsfeld      | 1. Februar 1971         |                                |
| Petersberg           | Bad Hersfeld         | 31. Dezember 1971       |                                |
| Philippsthal (Werra) |                      |                         |                                |
| Ransbach             | Hohenroda            | 1. Februar 1971         |                                |
| Reckerode            | Kirchheim            | 1. August 1972          |                                |
| Reilos               | Friedlos             | 1. April 1969           |                                |
| Reimboldshausen      | Kirchheim            | 1. Februar 1971         |                                |
| Rohrbach             | Ludwigsau            | 1. August 1972          |                                |
| Röhrigshof           | Philippsthal (Werra) | 1. August 1972          |                                |
| Roßbach              | Kerspenhausen        | 1. März 1962            |                                |
| Rotensee             | Hauneck              | 31. Dezember 1971       |                                |
| Rotterterode         | Kirchheim            | 31. Dezember 1971       |                                |
| Schenklengsfeld      |                      |                         |                                |
| Schenksolz           | Schenklengsfeld      | 31. Dezember 1971       |                                |
| Sieglos              | Hauneck              | 31. Dezember 1971       |                                |
| Solms                | Niederaula           | 31. Dezember 1971       |                                |
| Sorga                | Bad Hersfeld         | 31. Dezember 1971       |                                |
| Stärklos             | Haunetal             | 1. August 1972          |                                |
| Tann                 | Ludwigsau            | 31. Dezember 1971       |                                |
| Untergeis            | Neuenstein           | 31. Dezember 1971       |                                |
| Unterhaun            | Hauneck              | 31. Dezember 1971       |                                |
| Unterneurode         | Philippsthal (Werra) | 1. August 1972          |                                |
| Unterweisenborn      | Schenklengsfeld      | 1. Februar 1971         |                                |
| Wehrshausen          | Schenklengsfeld      | 1. Februar 1971         |                                |
| Widdershausen        | Heringen (Werra)     | 1. August 1972          |                                |
| Willingshain         | Kirchheim            | 1. August 1972          |                                |
| Wippershain          | Schenklengsfeld      | 1. August 1972          |                                |
| Wölfershausen        | Heringen (Werra)     | 15. September 1968      |                                |
| Wüstfeld             | Schenklengsfeld      | 1. August 1972          |                                |

## Kfz-Kennzeichen
Am 1. Juli 1956 wurde dem Landkreis bei der Einführung der bis heute gültigen Kfz-Kennzeichen das Unterscheidungszeichen HEF zugewiesen. Es wird im Landkreis Hersfeld-Rotenburg durchgängig bis heute ausgegeben.